# Stazione meteorologica di Picerno
La stazione meteorologica di Picerno è la stazione meteorologica di riferimento relativa alla località di Picerno.

## Coordinate geografiche
La stazione meteorologica è situata nell'Italia meridionale, in Basilicata, in provincia di Potenza, nel comune di Picerno, a 582 metri s.l.m. e alle coordinate geografiche 40°38′N 15°38′E.

## Dati climatologici
Secondo i dati medi del trentennio 1961-1990, la temperatura media del mese più freddo, gennaio, si attesta a +3,5 °C, mentre quella del mese più caldo, agosto, è di +21,9 °C.
Le precipitazioni medie annue si aggirano sui 650 mm, distribuite mediamente in 90 giorni, con un picco tra l'autunno e l'inverno ed un minimo estivo .
| Picerno                            | Mesi | Mesi | Mesi | Mesi | Mesi | Mesi | Mesi | Mesi | Mesi | Mesi | Mesi | Mesi | Stagioni | Stagioni | Stagioni | Stagioni | Anno |
| Picerno                            | Gen  | Feb  | Mar  | Apr  | Mag  | Giu  | Lug  | Ago  | Set  | Ott  | Nov  | Dic  | Inv      | Pri      | Est      | Aut      | Anno |
| ---------------------------------- | ---- | ---- | ---- | ---- | ---- | ---- | ---- | ---- | ---- | ---- | ---- | ---- | -------- | -------- | -------- | -------- | ---- |
| T. max. media (°C)                 | 6,4  | 7,6  | 10,3 | 14,3 | 19,0 | 23,4 | 26,9 | 27,1 | 22,7 | 17,3 | 11,8 | 8,3  | 7,4      | 14,5     | 25,8     | 17,3     | 16,3 |
| T. min. media (°C)                 | 0,7  | 1,2  | 3,1  | 6,3  | 9,9  | 13,9 | 16,4 | 16,7 | 13,7 | 9,8  | 5,6  | 2,7  | 1,5      | 6,4      | 15,7     | 9,7      | 8,3  |
| Precipitazioni (mm)                | 78   | 42   | 58   | 62   | 40   | 35   | 20   | 21   | 37   | 60   | 93   | 106  | 226      | 160      | 76       | 190      | 652  |
| Giorni di pioggia                  | 10   | 7    | 9    | 8    | 6    | 6    | 3    | 2    | 5    | 8    | 12   | 14   | 31       | 23       | 11       | 25       | 90   |
| Eliofania assoluta (ore al giorno) | 2,8  | 3,9  | 4,0  | 5,2  | 7,3  | 8,4  | 9,7  | 9,1  | 6,6  | 5,5  | 3,8  | 3,0  | 3,2      | 5,5      | 9,1      | 5,3      | 5,8  |